# Pinghu, Shenzhen
Pinghu (kinesiska: 平湖) är ett stadsdelsdistrikt i staden Shenzhen i provinsen Guangdong i sydöstra Kina. Det ligger i stadsdistriktet Longgang. Antalet invånare vid folkräkningen 2020 var 398 174.